# Kailaras
Kailaras là một thị xã và là một nagar panchayat của quận Morena thuộc bang Madhya Pradesh, Ấn Độ.

## Địa lý
Kailaras có vị trí 26°19′B 77°37′Đ / 26,32°B 77,62°Đ Nó có độ cao trung bình là 190 mét (623 feet).

## Nhân khẩu
Theo điều tra dân số năm 2001 của Ấn Độ, Kailaras có dân số 21.930 người. Phái nam chiếm 54% tổng số dân và phái nữ chiếm 46%. Kailaras có tỷ lệ 62% biết đọc biết viết, cao hơn tỷ lệ trung bình toàn quốc là 59,5%: tỷ lệ cho phái nam là 73%, và tỷ lệ cho phái nữ là 49%. Tại Kailaras, 16% dân số nhỏ hơn 6 tuổi.